# Dorna-Arini
Dorna-Arini là một xã thuộc hạt Suceava, România. Dân số thời điểm năm 2002 là 3107 người.